# Zemmendorf
Zemmendorf ist eine Ortschaft und eine Katastralgemeinde der Stadtgemeinde Raabs an der Thaya im Bezirk Waidhofen an der Thaya im niederösterreichischen Waldviertel mit 50 Einwohnern (Stand 1. Jänner 2024).

## Geografie
Westlich des Zemmendorfer Berges (562 m ü. A.) liegt Zemmendorf in einer nach Westen exponierten Lage. Die durch das Dorf führende Landesstraße L8073 endet an der L52 bei Modsiedl. Am 1. April 2020 umfasste die Ortschaft 29 Adressen.

## Geschichte
Der im Jahr 1230 erstmals urkundlich erwähnte Ort, dessen Name sich vom slawischen Personennamen Cemer herleitet, bestand damals schon aus einem herrschaftlichen Gutshof und 12 Bauernhöfen. Ein weiterer Ausbau erfolgte erst um 1800, als beim Großauer Weg einige Kleinhäuser errichtet wurden.
Im Jahr 1822 wurde der Ort als Dorf mit 21 Häusern genannt, das nach Großau eingepfarrt war, wohin auch die Kinder eingeschult wurden. Die Herrschaft Großau besaß die Ortsobrigkeit, besorgte die Konskription und hatte die Grundherrschaft inne. Die Landgerichtsbarkeit wurde von der Herrschaft Raabs ausgeübt.
Laut Adressbuch von Österreich waren im Jahr 1938 in Zemmendorf ein Binder, ein Gastwirt und mehrere Landwirte ansässig.
Um 1850 konstituierten sich die Katastralgemeinden Großau, Süßenbach und Zemmendorf zur politischen Gemeinde Großau. Im Rahmen der Niederösterreichischen Kommunalstrukturverbesserung trat die Gemeinde Großau per 1. Jänner 1971 der Stadtgemeinde Raabs an der Thaya bei.

## Siedlungsentwicklung
Zum Jahreswechsel 1979/1980 befanden sich in der Katastralgemeinde Zemmendorf insgesamt 35 Bauflächen mit 15.896 m² und 38 Gärten auf 17.590 m², 1989/1990 gab es 35 Bauflächen. 1999/2000 war die Zahl der Bauflächen auf 53 angewachsen und 2009/2010 bestanden 37 Gebäude auf 77 Bauflächen.

## Bodennutzung
Die Katastralgemeinde ist landwirtschaftlich geprägt. 181 Hektar wurden zum Jahreswechsel 1979/1980 landwirtschaftlich genutzt und 30 Hektar waren forstwirtschaftlich geführte Waldflächen. 1999/2000 wurde auf 183 Hektar Landwirtschaft betrieben und 30 Hektar waren als forstwirtschaftlich genutzte Flächen ausgewiesen. Ende 2018 waren 172 Hektar als landwirtschaftliche Flächen genutzt und Forstwirtschaft wurde auf 32 Hektar betrieben. Die durchschnittliche Bodenklimazahl von Zemmendorf beträgt 43,7 (Stand 2010).